# Dekanat Lubartów
Dekanat Lubartów – jeden z 28 dekanatów w rzymskokatolickiej archidiecezji lubelskiej.

## Parafie
W skład dekanatu wchodzi 7 parafii:
- parafia Przemienienia Pańskiego – Firlej
- parafia Wniebowstąpienia Pańskiego – Lisów
- parafia MB Nieustającej Pomocy – Lubartów
- parafia św. Anny – Lubartów
- parafia Miłosierdzia Bożego – Łucka (Łucka-Kolonia)
- parafia św. Ignacego Loyoli i św. Piotra i Pawła – Niemce
- parafia św. Marii Magdaleny – Serniki
- parafia Chrystusa Odkupiciela – Skrobów-Kolonia

na terenie dekanatu znajduje się 1 kościół rektoralny:
- kościół rektoralny św. Wawrzyńca Męczennika – Lubartów

## Sąsiednie dekanaty
Adamów (diec. siedlecka), Czemierniki, Lublin – Podmiejski, Lublin – Północ, Michów, Parczew (diec. siedlecka), Radzyń Podlaski (diec. siedlecka)